# 沃维汉
沃维汉（1948年8月28日—2008年11月28日），达斡尔族，黑龙江省齐齐哈尔市人，生前是持有奧地利永久居民身份的華僑，中华人民共和国籍生物物理学家、间谍。沃维汉因为被指控1989年到2003年间将中华人民共和国军事情报提供给中華民國，于2005年被捕，后于2008年11月28日以间谍罪被执行死刑。

## 生平
沃维汉1981年毕业于哈尔滨医科大学。1990年至1997年在奥地利学习生活，他的前妻與两个女儿都在此期間獲得奥地利国籍，因為準備歸國創業，沃维汉僅持有奧地利永久居民身份，仍屬中华人民共和国公民。他利用天然生物膜脂和蛋白相互作用的理论，发明了脂质体嵌入（或称生物膜嵌入）技术，他研究开发的新药“人降钙素基因相关肽脂质体（血捷活素）”被列入国家863计划。1993年他在北京通州与他人合伙成立了一家生物技术公司，还获得了北京市政府500万元的借款。

## 审判
2005年，中国国家安全机关在北京将沃维汉与郭万钧逮捕，被指控在1989年到2003年间将中华人民共和国军事情报交给中華民國政府。2007年5月24日，北京市第二中级人民法院依法对沃维汉与郭万钧间谍案进行宣判，两人被判处死刑。因涉及国家秘密，案件未公开审理。经法院审理认定，沃维汉间谍案的两项罪状包括与中國大陆导弹专家郭万钧一起向以“三民主义统一中国”为宗旨的中国国民党外围组织“三民主义统一中国大同盟”出售导弹部署的情報，并收受约1220万元台币报酬。也有传闻说，定罪的理由还包括了讨论中共高层领导人的健康情况，并发表于国外科学杂志上，中共高层领导人的健康通常被看成是国家机密。
国际特赦组织认为这是一场不公平的审判，其家人则说他被审讯和关押的时候，没有律师在场。而两人也坚持自己无罪，没有为中華民國作间谍，当初承认间谍罪是迫于压力。
雖然欧盟多次请求中国政府不要处决沃维汉，但最终沃维汉还是被法庭判处死刑，并于2008年11月28日执行死刑。此举引起了欧盟（主要为奥地利）和北京政府之间的外交纠纷。欧盟认为中国政府“公开侮辱了欧盟，并且严重侵犯了人权，批评审判不符合国际惯例和正常的司法程序”。
中華人民共和國政府则认为沃维汉的审判程序公正，充分保障了被告人的各项诉讼权利，并对欧盟表示强烈不满和坚决反对，认为欧盟的做法“粗暴干涉了中国司法，践踏了法治精神，损害了双方人权对话健康发展的基础”。
此外美国国务卿康多莉扎·赖斯也曾要求中國放人，但是遭到中国政府拒绝，并被指责干涉中国内政。而台湾有关方面对此案皆不表示任何意见。
2008年1月29日，北京市高级人民法院二审终审裁定，维持一审原判。经最高人民法院核准，2008年11月28日，沃维汉、郭万钧被执行死刑。

## 生前职务
- 1977年－1981年：哈尔滨大学医学系 学士学位
- 1981年－1987年：中国科学院生物物理所 硕士研究生 助理研究员
- 1987年－1991年：德国慕尼黑技术大学生物物理系 博士生
- 1991年－1994年：德国慕尼黑技术大学生物物理系 研究员
- 1994年－2002年：北京沃华生物技术股份有限公司 首席科学家
- 1998年－被捕前：北京北医科泰药物载体技术有限公司 董事长

### 沃维汉的专利
- 制备包含人降钙素基因相关肽的纳米冻干粉末的方法以及由此制得的产品和应用[永久] - 中国专利，CN1330374C
- 人降钙素基因相关肽脂质体组合物及其制法[永久] - 中国专利，97119060
- 由蜂王浆和卵磷脂组成的复合物以及包括该复合物的营养组成物 - 中国专利，CN1579423
- 重组人胰岛素复合物、其制备方法及包含该复合物的药物组合物 - 中国专利， CN1421246
- LIPOSOMAL HUMAN CALCITONIN GENE-RELATED PEPTIDE COMPOSITION AND PREPARATION OF THE SAME - 香港专利， HK1013918
- Liposomal human calcitonin gene-related peptide composition and preparation of the same  - 欧洲专利， EP0845269

### 间谍案
- 美欧谴责中国以间谍罪处死伍维汉 （页面存档备份，存于）
- 谈中国政府面对伍维汉间谍案的坚持 （页面存档备份，存于）（简体中文）
- 欧盟干涉中国处决台谍失败反应强烈 （页面存档备份，存于）（简体中文）